# 野崎靖博
野崎 靖博（のざき やすひろ、1940年6月24日 - ）は、日本のスポーツライター（スポーツジャーナリスト）。元日刊スポーツ編集委員。石川県生まれ。
テレビ番組への出演も多く、眉毛がとてつもなく太くて濃いため「まゆげのノーさん」、「眉毛の野崎さん」の愛称で親しまれた。

## 経歴
1960年、東京都立桜町高等学校から中央大学法学部法律学科に入学。1964年に同大学を卒業後、日刊スポーツ新聞社に入社。校閲部を経て、1968年には野球部に配属。その後コミッショナー事務局、遊軍記者を経て、1980年12月に野球部次長に就任。
1986年4月よりテレビ朝日『ニュースステーション』に出演。木曜日のプロ野球コーナーを担当するなどメディアにも登場し、テレビゲーム「プロ野球チームをつくろう!」にも「まゆげのノーさん」として登場した。
2000年で定年となるはずだったが、2005年12月まで嘱託として日刊スポーツ編集委員を務めた。
退社後はフリーのスポーツジャーナリストとして活動中。